# Richard Diebenkorn
Richard Clifford Diebenkorn, född 22 april 1922 i Portland, Oregon, död 30 mars 1993 i Berkeley, Kalifornien, var en amerikansk målare. 
Richard Diebenkorn växte upp i Bay Area i Kalifornien och bodde också länge där som vuxen. Han bodde tjugo år i södra Kalifornien och återvände sina sista fem levnadsår till norra Kalifornien. Han utbildade sig först på Stanford University från 1940 för Victor Arnautoff och Daniel Mendolowitz. Mellan 1943 och 1945 tjänstgjorde han i marinkåren. Från 1946 studerade han på California School of Fine Arts i San Francisco, där han hade David Park, Frank Lobdell och Elmer Bishoff som studiekamrater. Han var också senare lärare där. Han studerade också vidare i Albuquerque och undervisade därefter en period i Urbana i Illinois, innan han återvände till Kalifornien och slog sig ned i Berkeley och arbetade i kontakt med Park och Bishoff.
Hans tidiga verk är förknippade med den abstrakta expressionismen och 1950- och 1960-talens Bay Area Figurative Movement. Hans senare verk inom färgfältsmåleriet, kända som Ocean Park-målningarna, gjorde honom världskänd.
Han var gift med psykologen Phyllis Diederkorn, som också stod modell för honom.